# Thymus praecox
Il timo precoce (nome scientifico Thymus praecox Opiz, 1824) è una pianta perenne della famiglia delle Lamiaceae.

## Etimologia
Il nome generico (Thymus) deriva da un antico nome greco usato da Teofrasto (371 a.C. – Atene, 287 a.C.), un filosofo e botanico greco antico, discepolo di Aristotele, autore di due ampi trattati botanici, per una pianta profumata utilizzata come incenso nei sacrifici. L'epiteto specifico (praecox) indica una pianta con fioritura (o maturazione) precoce.
Il nome scientifico è stato definito per la prima volta dal botanico e guardia forestale ceco-tedesco Philipp Maximilian Opiz (Cáslav, 5 giugno 1787 – Praga, 20 maggio 1858)  nella pubblicazione "Naturalientausch. - n. vi. (1824) 40; et in Flora, vii. (182)) Beil. 84." del 1824.

## Descrizione

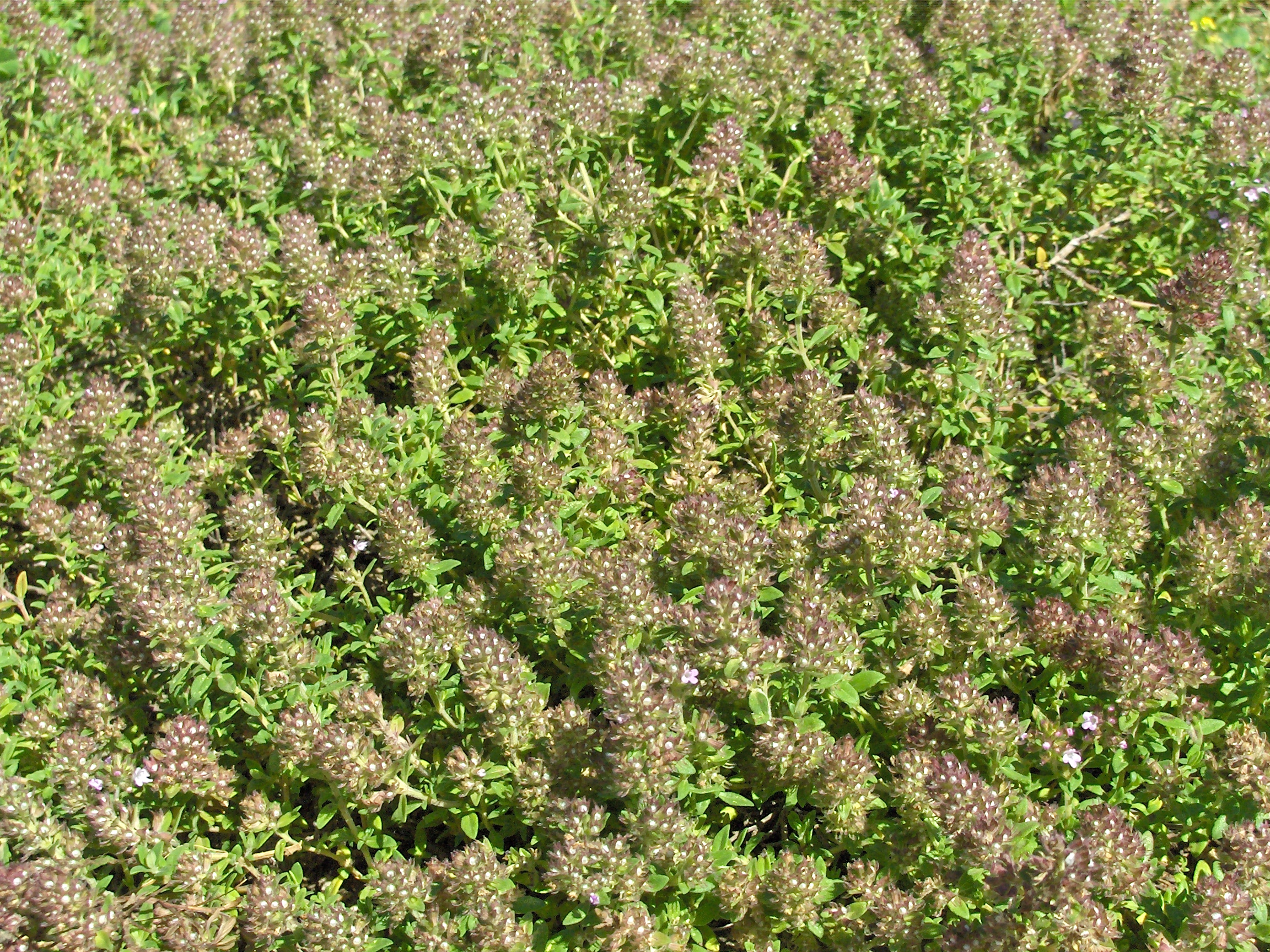
Il portamento

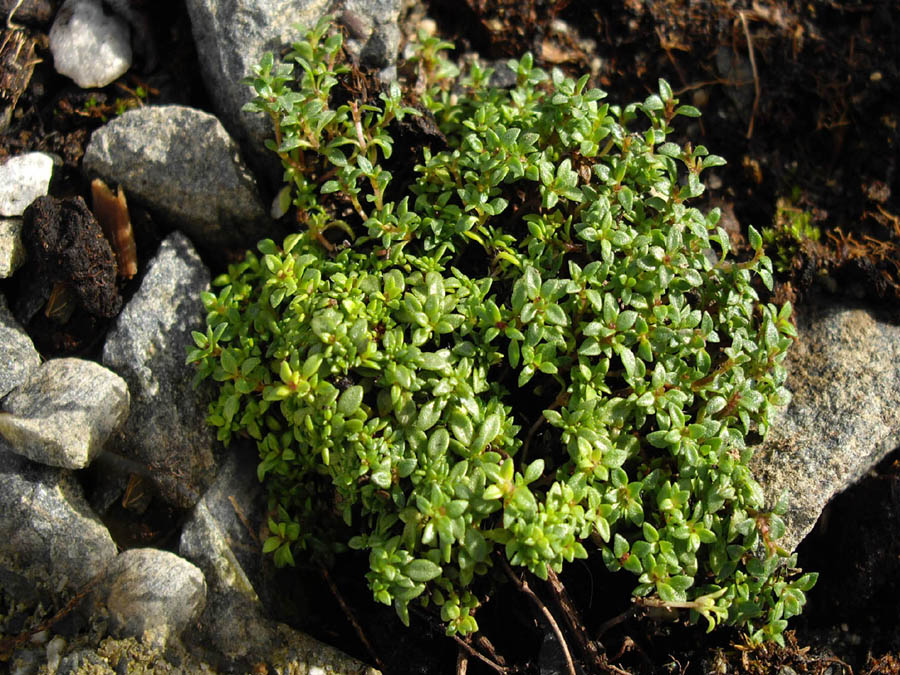
Le foglie

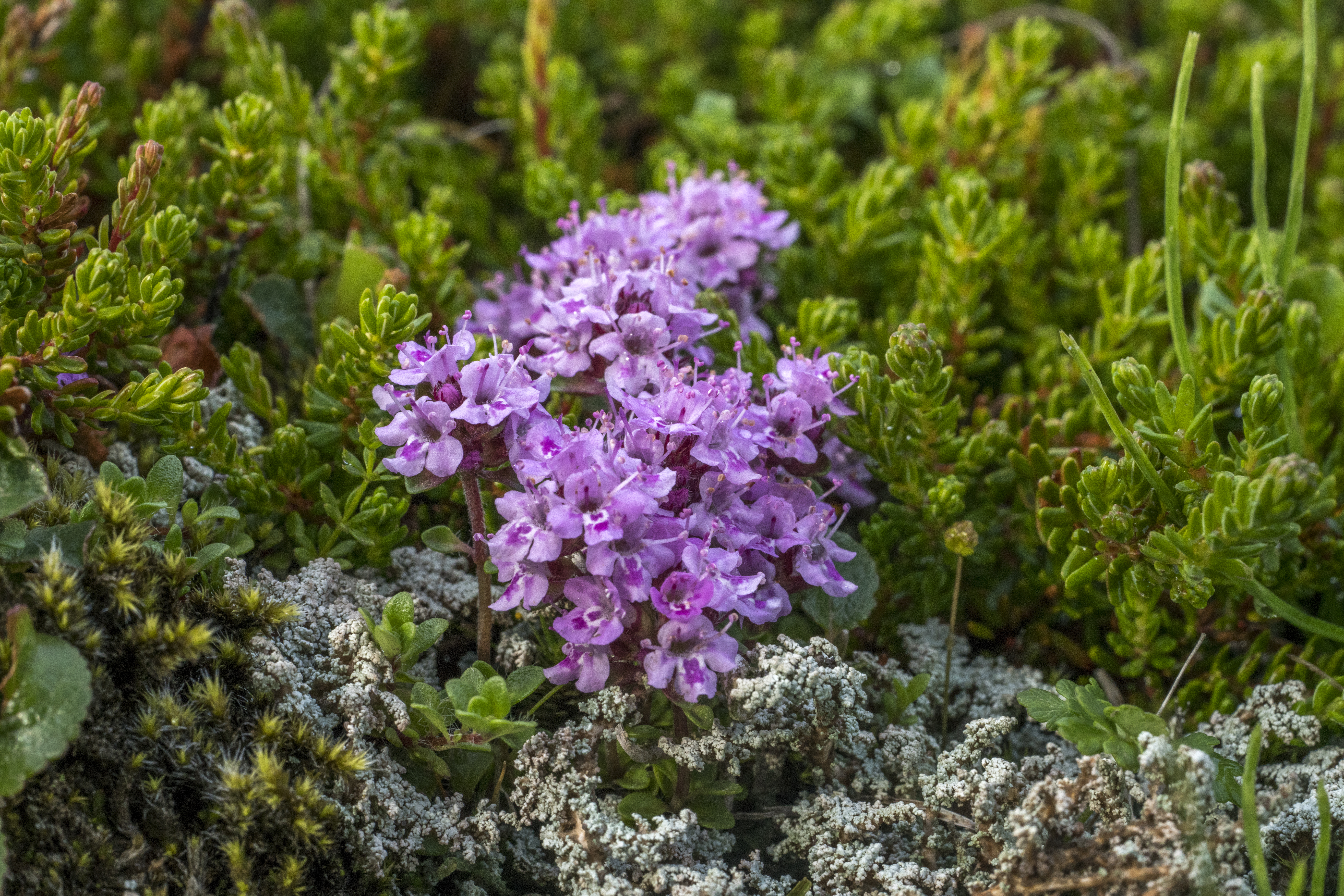
Infiorescenza

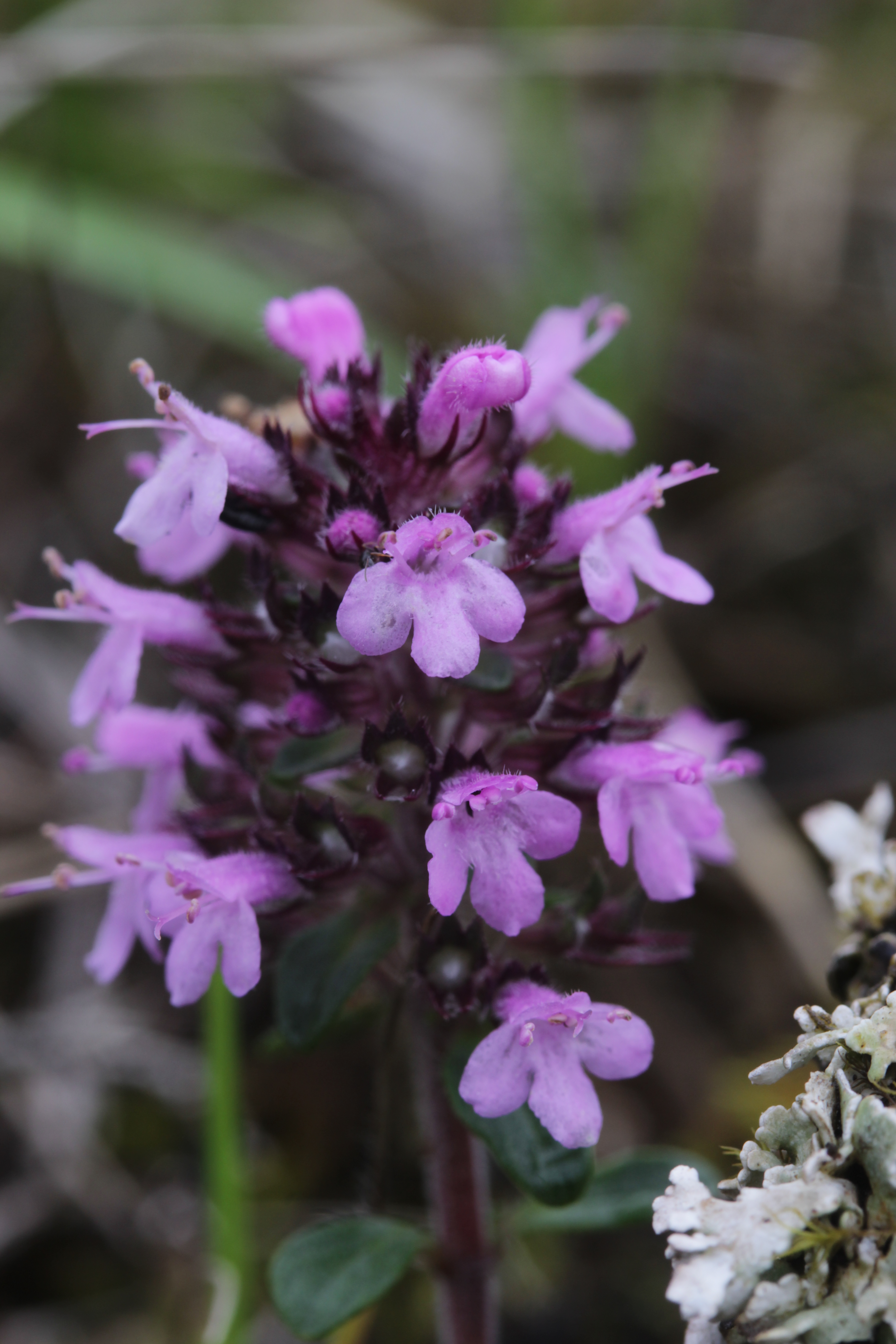
I fiori

Queste piante arrivano ad una altezza di 3 – 10 cm. La forma biologica è camefita reptante (Ch rept), sono piante che si distinguono per l'accrescimento degli organi aderente al suolo, con carattere strisciante; ma sono presenti anche altre forme biologiche come camefita suffruticosa (Ch suffr), sono piante perenni e legnose alla base, con gemme svernanti poste ad un'altezza dal suolo tra i 2 ed i 30 cm (le porzioni erbacee seccano annualmente e rimangono in vita soltanto le parti legnose). In questa pianta sono presenti delle ghiandole essenziali (è una pianta aromatica).

### Radici
Le radici sono fascicolate e secondarie dai nodi del fusto.

### Fusto
La parte aerea del fusto è repente, ossia i fusti sono lungamente striscianti e radicanti ai nodi e terminano con un apice solamente foglioso (i fiori si trovano solamente sui rami laterali eretti a inserzione distica). Il portamento del fusto è anche "a spalliera", è inoltre tetragono, con una sezione quadrangolare, a causa della presenza di fasci di collenchima posti nei quattro vertici. La superficie è ricoperta da peli deflessi (ripiegati verso il basso) lunghi 0,3 - 0,4 mm olotrichi (i peli sono distribuiti tutto intorno al fusto). 

### Foglie
Le foglie, picciolate, lungo il fusto sono disposte in modo opposto (in genere a 2 a 2) e ogni coppia successiva è disposta ad angolo retto rispetto alla sottostante (disposizione decussata). La forma può essere ovata o subrotonda. La proporzione fra larghezza/lunghezza varia da 1:1 a 1:2. Le foglie lungo il fusto possono essere progressivamente più grandi verso l'alto oppure no. La superficie superiore è glabra e lucida con nervi forti (i nervi sono più sporgenti e colorati diversamente, paglierino, rispetto alla superficie della foglia). Le foglie inferiori sono riunite in fascetti basali (4 - 6 paia di foglie); le stipole sono assenti.

### Infiorescenza
Le infiorescenze sono formate da alcuni fiori raccolti in verticilli spicati eretti a forma da sferica a ovoide (le infiorescenze si trovano nella porzione superiore dei fusti che sono provvisti di peli patenti lunghi 0,5 - 0,7 mm). I verticilli sono terminali o (nel caso di infiorescenze allungate) ascellari distribuiti lungo il fusto più o meno spaziati. Le brattee dell'infiorescenza sono simili alle foglie. La fioritura è precoce.

### Fiore
I fiori sono ermafroditi, zigomorfi, tetrameri (4-ciclici), ossia con quattro verticilli (calice – corolla – androceo – gineceo) e pentameri (5-meri: la corolla e il calice, ossia il perianzio, sono a 5 parti). Lunghezza del fiore: 4 – 6 mm.
- Formula fiorale. Per la famiglia di queste piante viene indicata la seguente formula fiorale:

X, K (5), [C (2+3), A 2+2] G (2), supero, 4 nucule
- Calice: il calice del fiore è del tipo gamosepalo e bilabiato (subzigomorfo), con forme campanulate (convesso sul dorso) e terminate con 5 denti acuti disuguali: tre denti per il labbro superiore; due denti per quello inferiore. La superficie del calice, pubescente, è percorsa da una decina (10 - 13) di nervature longitudinali. Le fauci sono pelose per peli cotonosi e candidi. Il calice è persistente alla fruttificazione. Lunghezza del calice: 3 – 4 mm. Lunghezza dei denti superiori: 0,6 - 1, 0 mm.
- Corolla: la corolla, gamopetala, è a simmetria bilabiata (zigomorfa) con struttura 1/3) terminante con 4 lobi patenti (due petali sono concresciuti). Il tubo è cilindrico-campanulato ed è ricoperto in parte dal calice. Il labbro superiore è piegato all'insù; il labbro inferiore ha tre lobi oblunghi. I lobi sono appena smarginati. Il colore è da rosa a purpureo.
- Androceo: gli stami sono quattro (manca il mediano, il quinto) didinami (una coppia è più lunga); sono tutti fertili e sporgono spaziati dal tubo corollino. I filamenti, adnati alla corolla, sono divergenti e ravvicinati al labbro superiore della corolla. Le antere, hanno forme più o meno arrotondate, mentre le teche sono due e separate. I granuli pollinici sono del tipo tricolpato o esacolpato.
- Gineceo: l'ovario è supero (o anche semi-infero) formato da due carpelli saldati (ovario bicarpellare) ed è 4-loculare per la presenza di falsi setti divisori all'interno dei due carpelli. La placentazione è assile. Gli ovuli sono 4 (uno per ogni presunto loculo), hanno un tegumento e sono tenuinucellati (con la nocella, stadio primordiale dell'ovulo, ridotta a poche cellule).[12]. Lo stilo inserito alla base dell'ovario (stilo ginobasico) è del tipo filiforme e più o meno lungo come gli stami. Lo stigma è bifido con lobi subuguali. Il nettario è un disco alla base e intorno all'ovario più sviluppato anteriormente e ricco di nettare.

### Frutti
Il frutto è uno schizocarpo composto da 4 nucule (tetrachenio) secche, con forme da ovoidi a oblunghe, con superficie liscia e glabra. L'endosperma è scarso o assente.

## Riproduzione
- Impollinazione: l'impollinazione avviene tramite insetti tipo ditteri e imenotteri, raramente lepidotteri (impollinazione entomogama).[8][13]
- Riproduzione: la fecondazione avviene fondamentalmente tramite l'impollinazione dei fiori (vedi sopra).
- Dispersione: i semi cadendo a terra (dopo essere stati trasportati per alcuni metri dal vento – disseminazione anemocora) sono successivamente dispersi soprattutto da insetti tipo formiche (disseminazione mirmecoria).

## Tassonomia
La famiglia di appartenenza della specie (Lamiaceae), molto numerosa con circa 250 generi e quasi 7000 specie, ha il principale centro di differenziazione nel bacino del Mediterraneo e sono piante per lo più xerofile (in Brasile sono presenti anche specie arboree). Per la presenza di sostanze aromatiche, molte specie di questa famiglia sono usate in cucina come condimento, in profumeria, liquoreria e farmacia. La famiglia è suddivisa in 7 sottofamiglie: il genere Thymus è descritto nella tribù Mentheae (sottotribù Menthinae) appartenente alla sottofamiglia Nepetoideae.
Il numero cromosomico di T. praecox è: 2n = 24.

### Variabilità interspecifica e specie simili
Il genere Thymus è molto difficile da "trattare" in quanto le varie specie sono molto simili ad un esame superficiale. Solamente dopo una analisi completa del portamento compreso l'apice vegetativo e i rami laterali è possibile identificare un campione. Fondamentalmente si possono trovare tre tipi di portamento:
- (1) "repente": i fusti sono striscianti e radicanti ai nodi e terminano con un apice solamente foglioso (i fiori si trovano solamente sui rami laterali eretti);
- (2) "pseudorepente": come sopra ma tutti gli apici sono fioriferi;
- (3) "suberetto": il fusto è brevemente strisciante e tutti gli apici sono fioriferi.

Importante nell'identificare le varie specie è anche il riconoscimento del carattere dei peli lungo il fusto: tipo, lunghezza e distribuzione. In particolare si riconoscono tre tipi di distribuzione dei peli:
- "olotrica": i peli sono distribuiti tutto intorno al fusto;
- "anfitrica": i peli si trovano solamente sulle facce opposte, alternate ad ogni internodo;
- "goniotrica": i peli sono presenti solamente sugli angoli del fusto.

Anche il tipo di nervatura delle foglie è soggetta a variabilità interspecifica. Si distinguono nervature "forti" quando i nervi sono più sporgenti e colorati diversamente (paglierino) rispetto alla superficie della foglia; e nervature "deboli" per nervi meno rilevanti e colorati più o meno di verde come le foglie.
La pianta di questa voce fa parte del Gruppo di Thymus serpyllum (Serpillo, Serpolino e Pepolino) comprendente (relativamente alla flora spontanea del territorio italiano) le seguenti specie (oltre a Thymus praecox): Thymus alpestris Tausch ex A.Kern., Thymus odoratissimus Mill., Thymus kosteleckyanus Opiz, Thymus oenipontanus Heinr. Braun, Thymus thracicus Velen., Thymus longicaulis C. Presl e Thymus pulegioides L.. Le specie di questo gruppo sono molto simili tra di loro e spesso vengono confuse le une con le altre; i caratteri comuni a questo gruppo sono:
- la forma biologica può essere sia camefita reptante (Ch rept) che camefita suffruticosa (Ch suffr): nel primo caso gli organi sono aderenti al suolo, con carattere strisciante, nel secondo caso sono piante perenni e legnose alla base, con gemme svernanti poste ad un'altezza dal suolo tra i 2 ed i 30 cm (le porzioni erbacee seccano annualmente e rimangono in vita soltanto le parti legnose); spesso si trovano forme intermedie;
- i fusti sono legnosi alla base, più o meno prostrati o striscianti e spesso radicanti ai nodi;
- le foglie hanno una consistenza coriacea; la pelosità è variabile;
- le infiorescenze sono dense con forme da sferiche a ovali, più o meno allungate; gli apici fioriferi sono eretti;
- il calice è lungo 3 – 5 mm; la fauci sono ricoperte da un ciuffo di peli bianchi e cotonosi;
- il colore della corolla è da purpureo a rosa; la corolla è lunga 5 – 6 mm;
- il frutto è incluso nel calice che è persistente;

L'habitat tipico per queste specie sono i prati aridi di tipo steppico, le pietraie e le rupi soleggiate.

### Sottospecie
Per la specie di questa voce sono riconosciute valide le seguenti sottospecie:

#### Sottospeciebritannicus

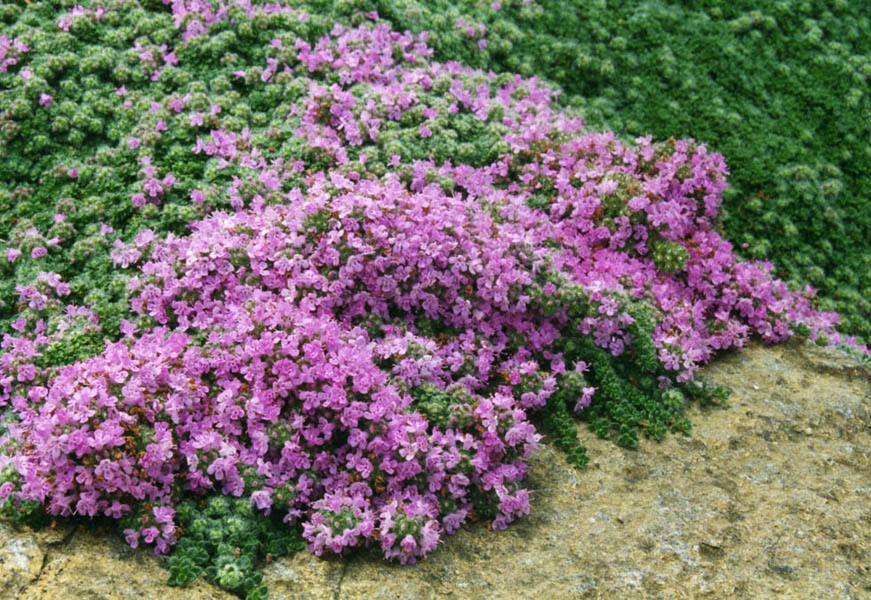
Sottospecie britannicus

- Nome scientifico: Thymus praecox subsp. britannicus (Ronniger) Holub, 1973
- Basionino: Thymus britannicus Ronniger, 1924
- Descrizione: questa sottospecie arriva ad una altezza di 2 – 10 cm; i fusti sono repenti con pubescenza di tipo goniotrica (i peli sono presenti solamente sugli angoli del fusto); lungo tutto il fusto le foglie sono uguali in dimensione.
- Fioritura: fiorisce nel periodo che va da maggio a settembre.
- Geoelemento: il tipo corologico (area di origine) è Ovest Europeo.
- Distribuzione: in Italia questa sottospecie non è presente, ma il suo areale comprende il dipartimento francese di Hautes-Alpes confinante con la provincia di Torino. Sugli altri rilievi europei collegati alle Alpi si trova nel Massiccio Centrale e nei Pirenei.[16]
- Habitat: l'habitat tipico per questa pianta sono le praterie rase, i prati e i pascoli aridi dal piano collinare a quello subalpino. Il substrato preferito è calcareo con pH basico, bassi valori nutrizionali del terreno che deve essere secco.[16]
- Distribuzione altitudinale: sui rilievi queste piante frequentano i seguenti piani vegetazionali: collinare e montano e in parte quello subalpino.
- Fitosociologia: dal punto di vista fitosociologico alpino Thymus praecox appartiene alla seguente comunità vegetale:[16]

Formazione : comunità pioniere a terofite e succulente
Classe : Koelerio - Corynephoretea
Ordine : Sedo - Scleranthetalia

#### Sottospeciecaucasicus
- Nome scientifico: Thymus praecox subsp. caucasicus  (Willd. ex Ronniger) Jalas, 1986
- Distribuzione: Anatolia e Transcaucasia.[17]

#### Sottospeciegrossheimii
- Nome scientifico: Thymus praecox subsp. grossheimii  (Ronniger) Jalas, 1980
- Distribuzione: Anatolia e Transcaucasia.[18]

#### Sottospeciejankae
- Nome scientifico: Thymus praecox subsp. jankae  (Celak.) Jalas, 1986
- Distribuzione: Penisola Balcanica e Anatolia.[19]

#### Sottospecieligusticus
- Nome scientifico: Thymus praecox subsp. ligusticus (Briq.) Paiva & Salgueiro, 1994[20]
- Distribuzione: Penisola Iberica, Francia, Gran Bretagna, Scandinavia e Islanda.[21]

#### Sottospeciepolytrichus

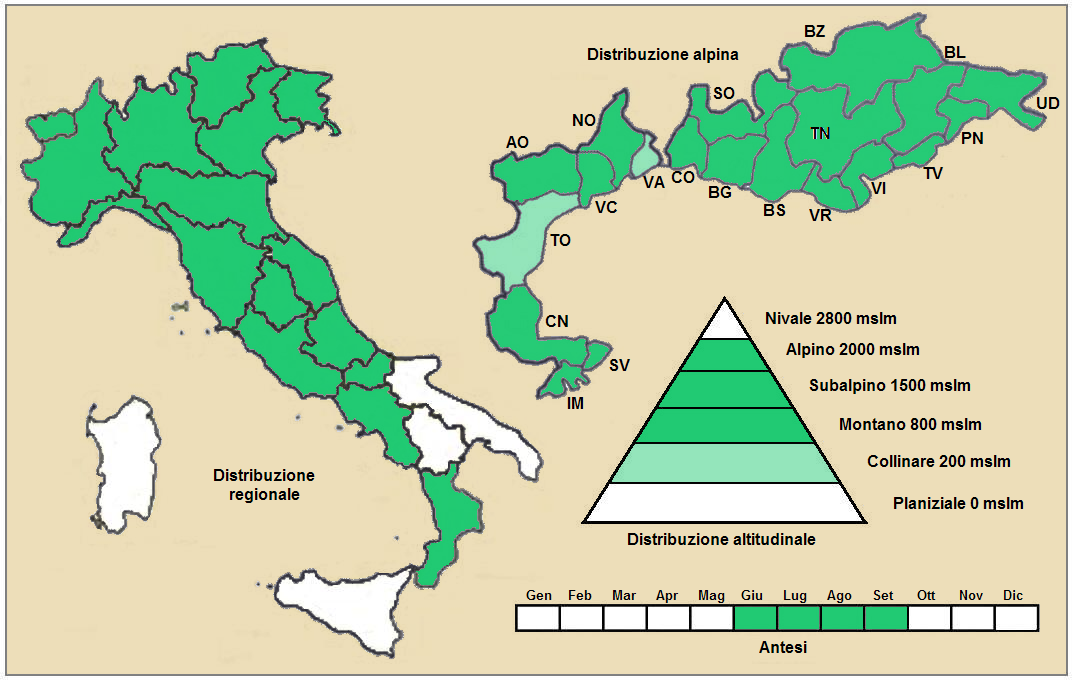
Distribuzione della pianta
(Distribuzione regionale – Distribuzione alpina)

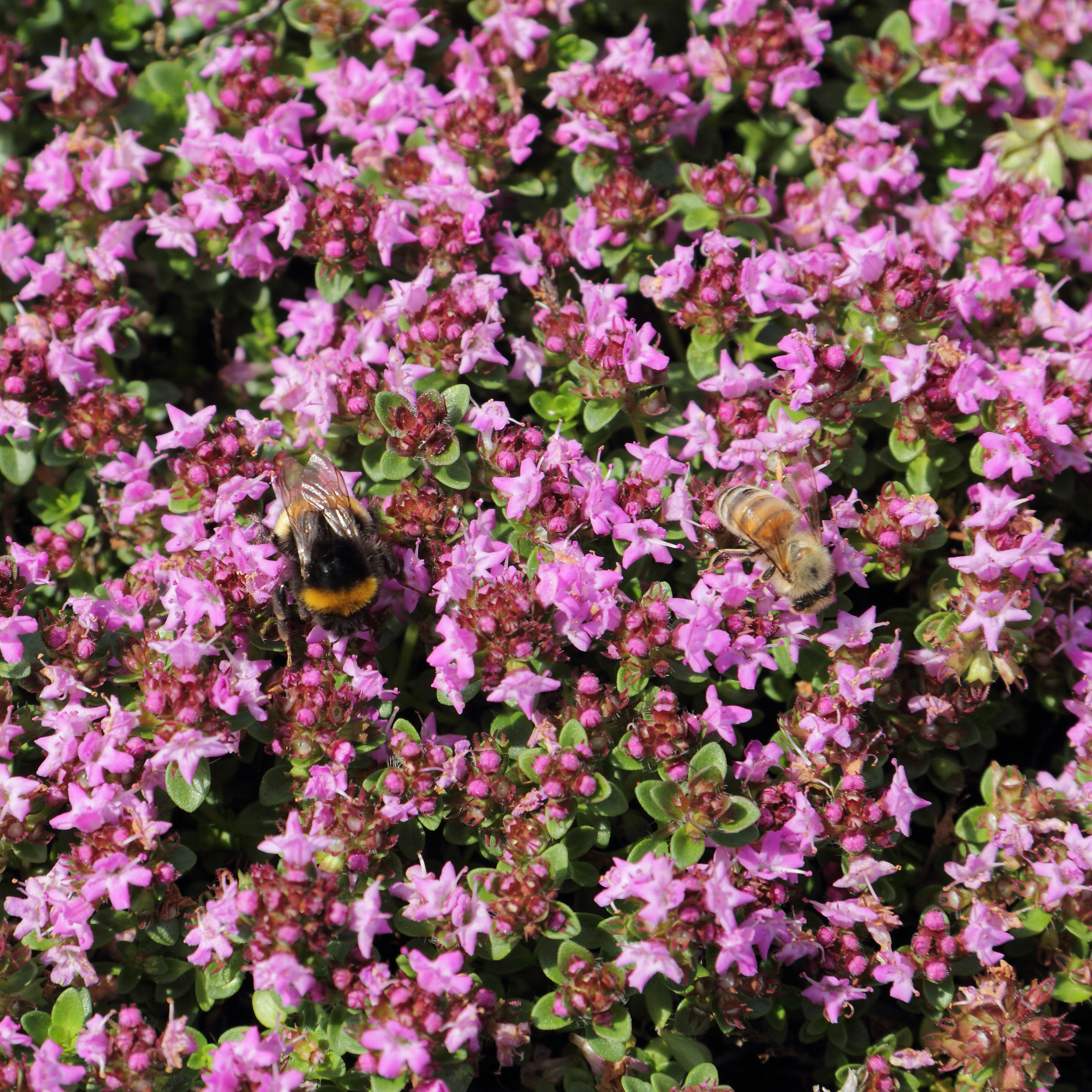
Sottospecie polytrichus

- Nome scientifico: Thymus praecox subsp. polytrichus  (A.Kern. ex Borbás) Jalas, 1970
- Basionino: Thymus polytrichus Borbàs, 1890
- Descrizione: questa sottospecie arriva ad una altezza di 3 – 15 cm; i fusti sono lungamente repenti; sono olotrichi sotto l'infiorescenza e anfitrichi o goniotrichi nelle posizioni basali; la pubescenza è formata da peli deflessi lunghi 0,3 mm; la forma delle foglie, picciolate e con villosità sulla faccia superiore e nervature forti, varia da lanceolate a ovate e subrotonde (proporzione fra larghezza/lunghezza: da 1:1 a 1:3); lungo tutto il fusto le foglie sono crescenti in dimensione verso l'alto; i fascetti basali sono assenti.
- Fioritura: fiorisce nel periodo che va da giugno a settembre.
- Geoelemento: il tipo corologico (area di origine) è Orofita Sud Europeo.
- Distribuzione: in Italia è una sottospecie comune e si trova su tutto il territorio (isole escluse). È presente nelle Alpi su entrambi i versanti (Sud e Nord). Sugli altri rilievi europei collegati alle Alpi si trova nei Vosgi, Massiccio del Giura, Massiccio Centrale, Pirenei e Carpazi.[23] Nel resto del Continente Europeo si trova in Francia e Penisola Balcanica (settentrionale).[24]
- Habitat: l'habitat tipico per questa pianta sono i pascoli subalpini e alpini (su silice); ma anche le zone sabbiose, gli affioramenti rocciosi, le rupi e i ripari sotto rocce. Il substrato preferito è calcareo ma anche siliceo con pH neutro, medi valori nutrizionali del terreno che deve essere secco.[23]
- Distribuzione altitudinale: sui rilievi queste piante si possono trovare da 1000 fino a 2500 m s.l.m.; frequentano quindi i seguenti piani vegetazionali: in parte quello collinare, completamente quello montano, subalpino e alpino.
- Fitosociologia: dal punto di vista fitosociologico alpino Thymus praecox appartiene alla seguente comunità vegetale:[23]

Formazione: comunità pioniere a terofite e succulente
Classe: Koelerio-Corynephoretea
Nella pubblicazione "Flora d'Italia" questo taxon viene indicato con il nome di Thymus polytrichus Kerner (Timo a peli variabili).

#### Sottospeciepraecox

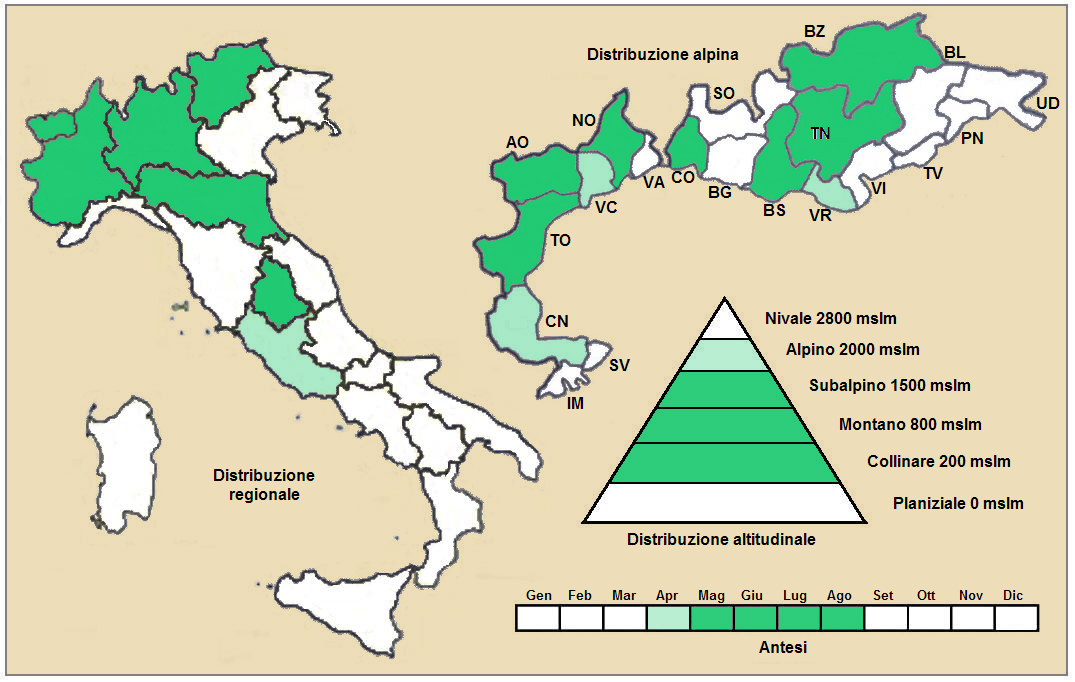
Distribuzione della pianta
(Distribuzione regionale – Distribuzione alpina)

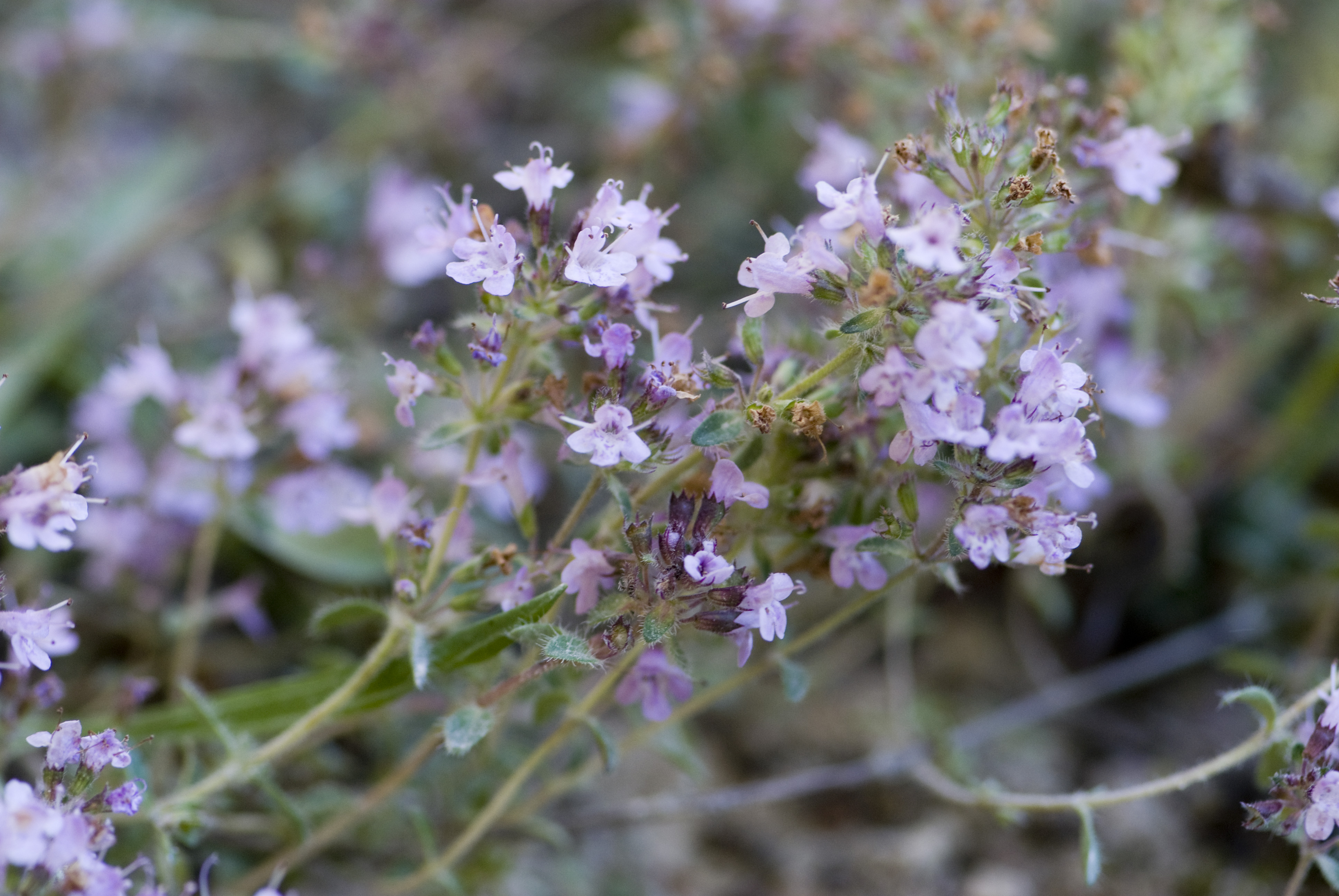
Sottospecie praecox

- Nome scientifico: Thymus praecox subsp. praecox
- Descrizione: i fusti hanno un portamento pseudorepente o suberetto con peli patenti irti lunghi 0,5 mm (fusto di tipo olotrico); le foglie, con superficie villosa e nervature secondarie anastomosantisi ad arco all'apice, sono lievemente più larghe (proporzione fra larghezza/lunghezza: da 1:1,2 a 1:1) e lungo il fusto tutte hanno le stesse dimensioni; i fascetti basali sono assenti.
- Fioritura: fiorisce nel periodo che va da (aprile) maggio a agosto.
- Geoelemento: il tipo corologico (area di origine) è Centroeuropeo.
- Distribuzione: in Italia è una sottospecie rara e si trova in modo discontinuo al Nord (e in parte nel resto della Penisola). È presente nelle Alpi su entrambi i versanti. Sugli altri rilievi europei collegati alle Alpi si trova nei Vosgi, Massiccio del Giura, Massiccio Centrale, Pirenei e Carpazi.[23] Nel resto del Continente Europeo si trova nell'Europa Centrale e Penisola Balcanica (settentrionale).[26]
- Habitat: l'habitat tipico per questa pianta sono i prati aridi steppici; in genere predilige terreni leggeri, calcarei, drenanti e soleggiati; ma anche zone sabbiose, affioramenti rocciosi, rupi e ripari sotto rocce. Il substrato preferito è calcareo ma anche siliceo con pH neutro, medi valori nutrizionali del terreno che deve essere arido.[23]
- Distribuzione altitudinale: sui rilievi queste piante si possono trovare da 100 fino a 1850 m s.l.m.; frequentano quindi i seguenti piani vegetazionali: collinare, montano, subalpino e in parte quello alpino.
- Fitosociologia: dal punto di vista fitosociologico alpino Thymus praecox appartiene alla seguente comunità vegetale:[23]

Formazione: delle comunità a emicriptofite e camefite delle praterie rase magre secche
Classe: Festuco-Brometea
Ordine: Ononidetalia striatae
Alleanza: Ononidion striatae
Nella pubblicazione "Flora d'Italia" questo taxon viene indicato con il nome di Thymus humifusus Bernh. (Timo nervoso). Sandro Pignatti inoltre descrive una varietà, chiamata Thymus valderius Ronn., ma attualmente definita con un altro nome: Micromeria marginata (Sm.) Chater

#### Sottospeciewidderi
- Nome scientifico: Thymus praecox subsp. widderi  (Ronniger ex Machule) P.A.Schmidt, 1973
- Fioritura: fiorisce nel periodo che va da maggio a luglio.
- Geoelemento: il tipo corologico (area di origine) è Est Alpico.
- Distribuzione: in Italia questa entità non è presente e si trova in Austria (Länder della Stiria e Austria Inferiore).[23] Nel resto del Continente Europeo si trova anche nella Penisola Balcanica (settentrionale).[29]
- Habitat: l'habitat tipico per questa pianta sono le pinete e i gineprai. Il substrato preferito è calcareo con pH basico, bassi valori nutrizionali del terreno che deve essere secco.[23]
- Distribuzione altitudinale: sui rilievi queste piante frequentano il seguente piano vegetazionale: montano.
- Fitosociologia: dal punto di vista fitosociologico alpino Thymus praecox appartiene alla seguente comunità vegetale:[23]

Formazione: delle comunità forestali
Classe: Erico-Pinetea
Ordine: Erico-Pinetalia
Alleanza: Erico-Pinion

#### Sottospeciezygiformis
- Nome scientifico: Thymus praecox subsp. zygiformis  (Heinr.Braun ex Wettst.) Jalas, 1971
- Distribuzione: in Italia questa sottospecie è presente nel Lazio e negli Abruzzi.[22] Nel resto del Continente Europeo si trova anche nella Penisola Balcanica (settentrionale).[30]

### Ibridi
Il taxon di questa voce con la specie Thymus kosteleckyanus Opiz forma il seguente ibrido:
- Thymus saxicola nothovar. pseudohumifusus Cáp, 1990

### Sinonimi
Questa entità ha avuto nel tempo diverse nomenclature. L'elenco seguente indica alcuni tra i sinonimi più frequenti:
- Thymus alpicolus Schur
- Thymus badensis Heinr.Braun ex L.Walz
- Thymus braunii Borbás
- Thymus caespitosus Opiz
- Thymus ciliatus Opiz ex Déségl.
- Thymus hesperites Lyka
- Thymus humifusus Bernh. ex Link
- Thymus mannianus Opiz ex Déségl.
- Thymus praecox f. badensis (Heinr.Braun ex L.Walz) Cap
- Thymus praecox f. borosianus (Lyka) P.A.Schmidt ex Cap
- Thymus praecox var. caespitosus (Opiz) Formánek
- Thymus praecox var. ciliatus Formánek
- Thymus praecox f. cinerosus (Lyka) Cap
- Thymus praecox subsp. hesperites (Lyka) Korneck
- Thymus praecox var. spathulatus (Opiz) Formánek
- Thymus robustus Opiz
- Thymus serpyllum f. alpicolus (Schur) Lyka
- Thymus serpyllum f. badensis (Heinr.Braun ex L.Walz) Lyka
- Thymus serpyllum f. borosianus Lyka
- Thymus serpyllum f. braunii (Borbás) Lyka
- Thymus serpyllum var. caespitosus (Opiz) Lyka
- Thymus serpyllum f. cinerosus Lyka
- Thymus serpyllum subsp. clivorum Lyka
- Thymus serpyllum f. diversipellis Lyka
- Thymus serpyllum f. fallax Lyka
- Thymus serpyllum var. glareosus Lyka
- Thymus serpyllum subsp. hesperites Lyka
- Thymus serpyllum f. huljakii Lyka
- Thymus serpyllum var. humifusus (Bernh. ex Link) Nyman
- Thymus serpyllum var. induratus Lyka
- Thymus serpyllum var. kollmannii Lyka
- Thymus serpyllum var. lanuginosus Pers.
- Thymus serpyllum f. leptoneurus Lyka
- Thymus serpyllum f. petiolatus Lyka
- Thymus serpyllum f. petraeus Lyka
- Thymus serpyllum subsp. praecox (Opiz) Vollm.
- Thymus serpyllum var. praecox (Opiz) Briq.
- Thymus serpyllum var. rupestris Lyka
- Thymus serpyllum f. spathulatus (Opiz) Lyka
- Thymus serpyllum var. zobelii Lyka
- Thymus spathulatus Opiz

Sinonimi della sottospecie britannicus
- Thymus arcticus (Durand) Ronniger
- Thymus bracteatus var. penyalarensis (Pau) Rivas Mart.
- Thymus britannicus Ronniger
- Thymus drucei Ronniger
- Thymus drucei f. britannicus (Ronniger) Cáp
- Thymus neglectus Ronniger
- Thymus polytrichus subsp. britannicus (Ronniger) Kerguélen
- Thymus polytrichus var. britannicus (Ronniger) P.D.Sell
- Thymus polytrichus var. drucei (Ronniger) P.D.Sell
- Thymus polytrichus var. neglectus (Ronniger) P.D.Sell
- Thymus polytrichus var. zetlandicus (Ronniger & Druce) P.D.Sell
- Thymus praecox var. arcticus (Durand) Karlsson
- Thymus praecox subsp. penyalarensis (Pau) Rivas Mart., Fern.Gonz. & Sánchez Mata
- Thymus pseudolanuginosus Ronniger
- Thymus serpyllum var. arcticus Durand
- Thymus serpyllum subsp. arcticus (Durand) Hyl.
- Thymus serpyllum subsp. britannicus (Ronniger) P.Fourn.
- Thymus serpyllum var. palentinus C.Vicioso
- Thymus serpyllum var. penyalarensis Pau
- Thymus zetlandicus Ronniger & Druce

Sinonimi della sottospecie caucasicus
- Thymus caucasicus Willd. ex Ronniger
- Thymus caucasicus var. medvedewii  Ronniger
- Thymus praecox var. medvedewii  (Ronniger) Jalas

Sinonimi della sottospecie grossheimii
- Thymus caucasicus subsp. grossheimii  (Ronniger) Jalas
- Thymus grossheimii  Ronniger
- Thymus praecox var. grossheimii  (Ronniger) Jalas

Sinonimi della sottospecie jankae
- Origanum jankae (Celak.) Kuntze
- Thymus bellicus Velen.
- Thymus eximius Ronniger
- Thymus jankae Celak.
- Thymus jankae var. albicaulis Ronniger
- Thymus jankae var. amabilis Ronniger
- Thymus jankae var. bosnensis K.Malý
- Thymus jankae var. calocephalus Ronniger
- Thymus jankae var. eximius (Ronniger) Cáp
- Thymus jankae var. gusinjensis Ronniger
- Thymus jankae var. hirsutus K.Malý
- Thymus jankae var. jugoslavicus (K.Malý) Ronniger
- Thymus jankae var. laniger Borbás
- Thymus jankae var. oreophilus K.Malý
- Thymus jankae var. pantotrichus Ronniger
- Thymus jankae var. serbicus (Petrovic) Ronniger
- Thymus jankae subsp. skorpilii (Velen.) Velen.
- Thymus jankae var. subacicularis Borbás
- Thymus jankae var. vardistensis Ronniger
- Thymus jugoslavicus K.Malý
- Thymus praecox var. laniger (Borbás) Jalas
- Thymus praecox subsp. skorpilii (Velen.) Jalas
- Thymus serpyllum f. herculis Lyka
- Thymus serpyllum f. heuffelii Lyka
- Thymus serpyllum subsp. jankae (Celak.) Lyka
- Thymus serpyllum f. patentipilus Lyka
- Thymus serpyllum var. serbicus Petrovic
- Thymus serpyllum f. submarginata Lyka
- Thymus skorpilii Velen.

Sinonimi della sottospecie polytrichus
- Thymus agoustensis Formánek
- Thymus alpigenus (A.Kern. ex Heinr.Braun) Ronniger
- Thymus amoenus Sennen
- Thymus balcanus Borbás
- Thymus balcanus var. arnautorum Ronniger
- Thymus balcanus var. beckii Ronniger
- Thymus balcanus var. brevidens Velen.
- Thymus balcanus var. decorus Ronniger
- Thymus balcanus var. micevskii Matevski
- Thymus balcanus var. vandasii (Velen.) Ronniger
- Thymus ceretanus Sennen
- Thymus effusus var. kapelae Borbás
- Thymus humifusus var. alpestris Celak.
- Thymus kapelae (Borbás) Dalla Torre & Sarnth.
- Thymus kerneri Borbás
- Thymus kerneri var. epitrichus Borbás
- Thymus kerneri var. oblongifolius Beck
- Thymus longicaulis var. ciliatus K.Malý
- Thymus polytrichus A.Kern. ex Borbás
- Thymus polytrichus subsp. ligusticus (Briq.) Stace
- Thymus polytrichus subsp. vallicola (Heinr.Braun) Debray ex Kerguélen
- Thymus praecox subsp. ligusticus (Briq.) Paiva & Salgueiro
- Thymus reinegeri Opiz
- Thymus serpyllum var. alpestris Briq.
- Thymus serpyllum subsp. balcanus (Borbás) Lyka
- Thymus serpyllum f. brevidens Lyka
- Thymus serpyllum f. epitrichus Lyka
- Thymus serpyllum f. harzianus Lyka
- Thymus serpyllum f. hegianus Lyka
- Thymus serpyllum f. kapelae (Borbás) Lyka
- Thymus serpyllum f. kerneri (Borbás) Lyka
- Thymus serpyllum var. ligusticus Briq.
- Thymus serpyllum subsp. ligusticus (Briq.) Cout.
- Thymus serpyllum f. orthotrichus Lyka
- Thymus serpyllum subsp. pfiffianus Lyka
- Thymus serpyllum subsp. polytrichus (A.Kern. ex Borbás) Briq.
- Thymus serpyllum var. polytrichus (A.Kern. ex Borbás) Briq.
- Thymus serpyllum f. raeticus Lyka
- Thymus serpyllum f. rupicaprarum Lyka
- Thymus serpyllum f. semicalvus Lyka
- Thymus serpyllum f. thellungianus Lyka
- Thymus serpyllum subsp. trachselianus (Opiz) Lyka
- Thymus serpyllum var. trachselianus (Opiz) Briq.
- Thymus trachselianus Opiz
- Thymus trachselianus var. vallicola Heinr.Braun
- Thymus vallicola (Heinr.Braun) Ronniger
- Thymus vandasii Velen.

Sinonimi della sottospecie widderi
- Thymus widderi Ronniger ex Machule
- Thymus widderi f. beckii Machule

Sinonimi della sottospecie zygiformis
- Thymus albanus  Heinr.Braun ex Wettst.
- Thymus albanus var. lumbardensis  Ronniger
- Thymus albanus var. prokletijensis  Ronniger
- Thymus albanus var. schefferi  Ronniger
- Thymus euxinus  (Heinr.Braun) Heinr.Braun ex Klokov & Des.-Shost.
- Thymus zygiformis  Heinr.Braun ex Wettst.
- Thymus zygiformis subsp. albanus  (Heinr.Braun ex Wettst.) Cáp
- Thymus zygiformis var. euxinus  Heinr.Braun
- Thymus zygiformis var. mirkovicii  Gajic

## Fitoterapia
In medicina (fitoterapia) viene usato per estrarre il Timolo principio attivo usato in farmacologia come fungicida.

### Cucina
Il Timo viene usato anche come aroma in cucina ma anche per le sue proprietà balsamiche.

### Giardinaggio
Di questa specie esistono alcune varianti utilizzate anche in floricoltura e giardinaggio per la varietà delle loro fioriture.

## Altre notizie
Il timo precoce in altre lingue è chiamato nei seguenti modi:
- (DE)  Frühblühender Thymian, Kriech-Quendel
- (FR)  Thym précoce